# Lathraeolis
Lathraeolis là một chi bướm đêm thuộc họ Geometridae.